# Backspace

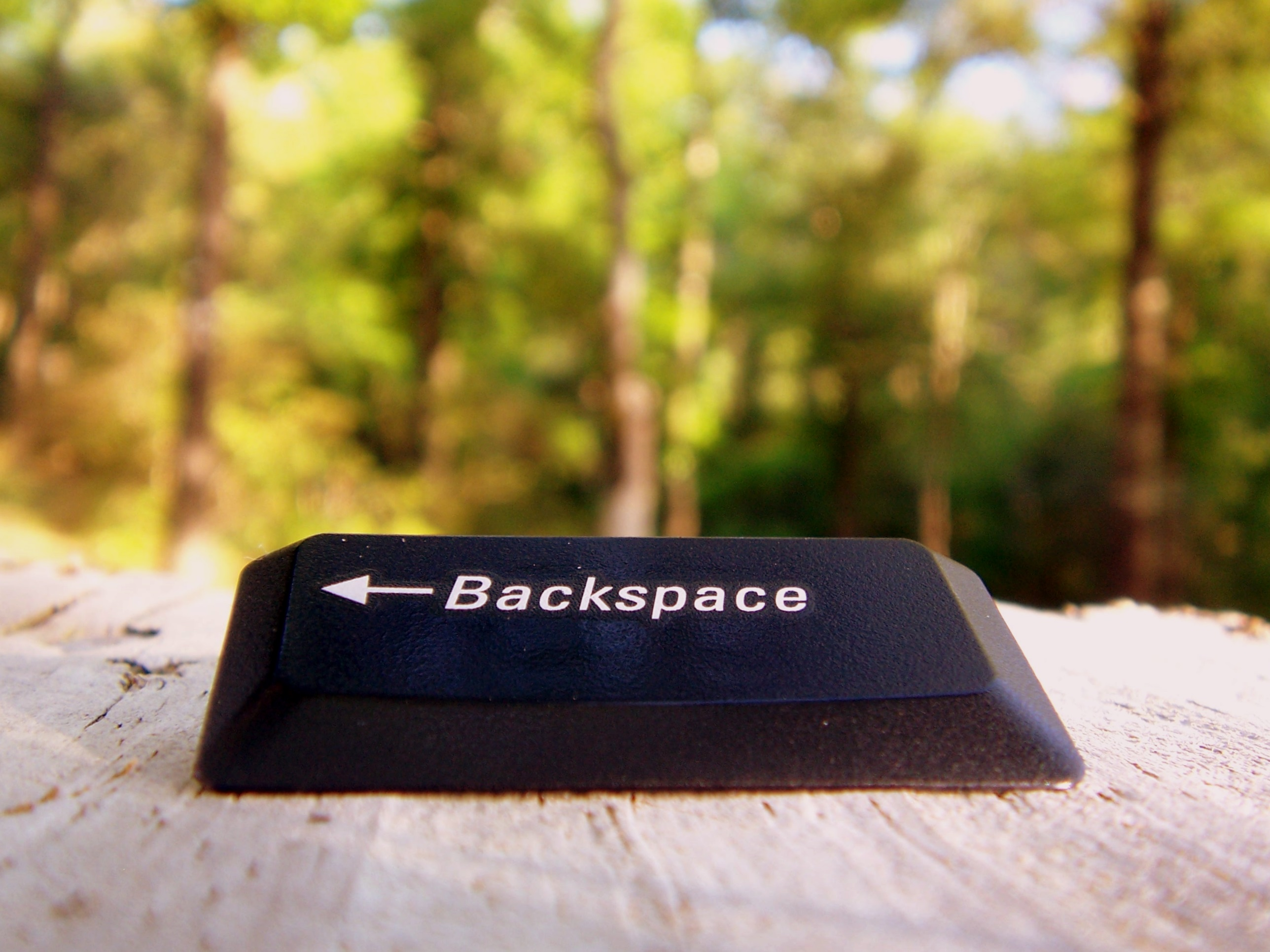
Phím backspace

Backspace là phím bàn phím ban đầu đẩy máy đánh chữ về phía sau một vị trí và trong các hệ thống máy tính hiện đại di chuyển con trỏ hiển thị một vị trí về phía sau,  xóa ký tự ở vị trí đó và dịch ngược văn bản sau vị trí đó lùi lại một vị trí.

## Máy đánh chữ
Trong một số  máy đánh chữ, ví dụ, một người đánh máy sẽ gõ một chữ cái viết thường a với dấu trọng âm (á) bằng cách gõ một chữ cái viết thường a, backspace, và sau đó là phím dấu trọng âm. Kỹ thuật này (còn được gọi là ghi đè) là cơ sở cho các bộ sửa đổi khoảng cách như vậy trong các bộ ký tự máy tính như dấu mũ ASCII (^, cho dấu mũ). Thành phần backspace không còn hoạt động với các hệ thống hiển thị hoặc sắp chữ kỹ thuật số hiện đại điển hình  Nó đã được thay thế ở một mức độ nào đó bằng cơ chế đánh dấu phụ của Unicode, mặc dù các ký tự như vậy không hoạt động tốt với nhiều phông chữ và các ký tự được phân tách tiếp tục đã sử dụng. Một số phần mềm như TeX hoặc Microsoft Windows sử dụng phương pháp ngược lại cho các dấu phụ, cụ thể là đánh dấu trọng âm trước, sau đó đặt chữ cái cơ sở vào vị trí của nó.

## Máy tính
Mặc dù thuật ngữ "backspace" là tên truyền thống của khóa xóa ký tự bên trái con trỏ, khóa thực tế có thể được gắn nhãn theo nhiều cách khác nhau, ví dụ như Delete, Erase (ví dụ như trong chương trình One Laptop Per Child), hoặc bằng mũi tên trỏ trái. Một biểu tượng dành riêng cho "backspace" tồn tại dưới dạng U + 232B ⌫ nhưng việc sử dụng nó làm nhãn bàn phím ít khi được dùng đến.
Backspace khác với phím xóa, trong phương tiện giấy cho máy tính sẽ đục tất cả các lỗ hổng để xóa một ký tự và trong các máy tính hiện đại, sẽ xóa văn bản đứng sau nó. Ngoài ra, phím xóa thường hoạt động như một lệnh chung để xóa một đối tượng (chẳng hạn như hình ảnh bên trong tài liệu hoặc tệp trong trình quản lý tệp), trong khi backspace thường chỉ xóa ký tự chứ không xóa đối tượng.